# Cryptotriton nasalis
Cryptotriton nasalis är en groddjursart som först beskrevs av Dunn 1924.  Cryptotriton nasalis ingår i släktet Cryptotriton och familjen lunglösa salamandrar. IUCN kategoriserar arten globalt som starkt hotad. Inga underarter finns listade i Catalogue of Life.